# Balat
Balat es un barrio  tradicional del distrito de Fatih en Estambul, Turquía. Se encuentra en la parte europea de la ciudad, al sur del Haliç o "Cuerno de Oro". Era tradicionalmente habitado por judíos expulsados de España, hasta que estos emigraron a Israel en el siglo XX. El otro barrio asociado a una tradicional mayoría judía (sefardita) de Estambul era Hasköy, en la otra orilla del Cuerno de Oro. El nombre de Balat proviene de Palatium en Idioma latín, con referencia, posiblemente al Palacio de Blanquerna en la zona.

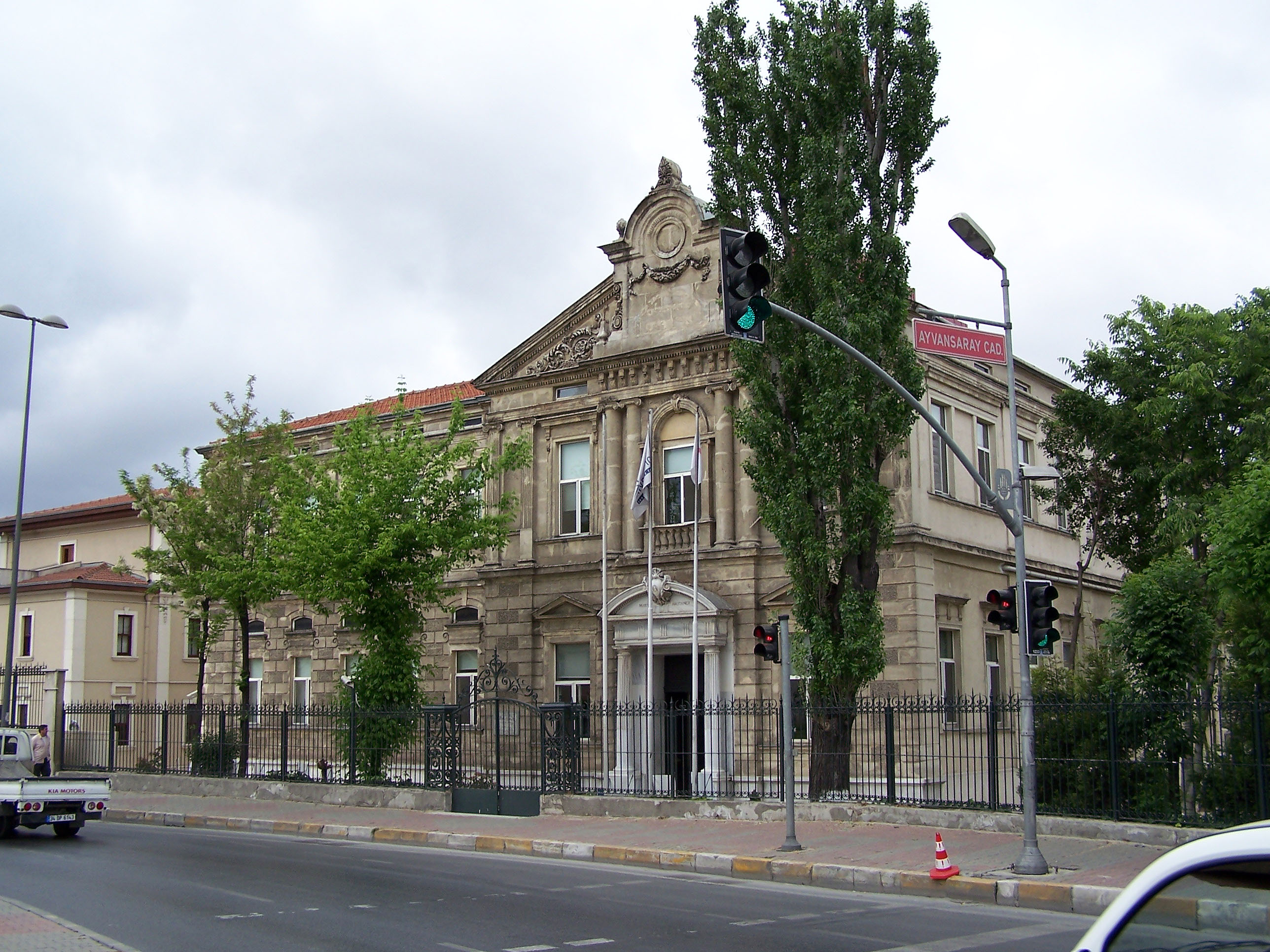
Hospital judío "Or-Ahayim" en Balat está todavía operacional.